# Viminacium
Viminacium fu un'importante città dell'Impero romano, capitale della provincia della Mesia. La città era localizzata vicino alla moderna Kostolac (Serbia), nei pressi del Danubio.

## Storia

### Alto periodo imperiale romano

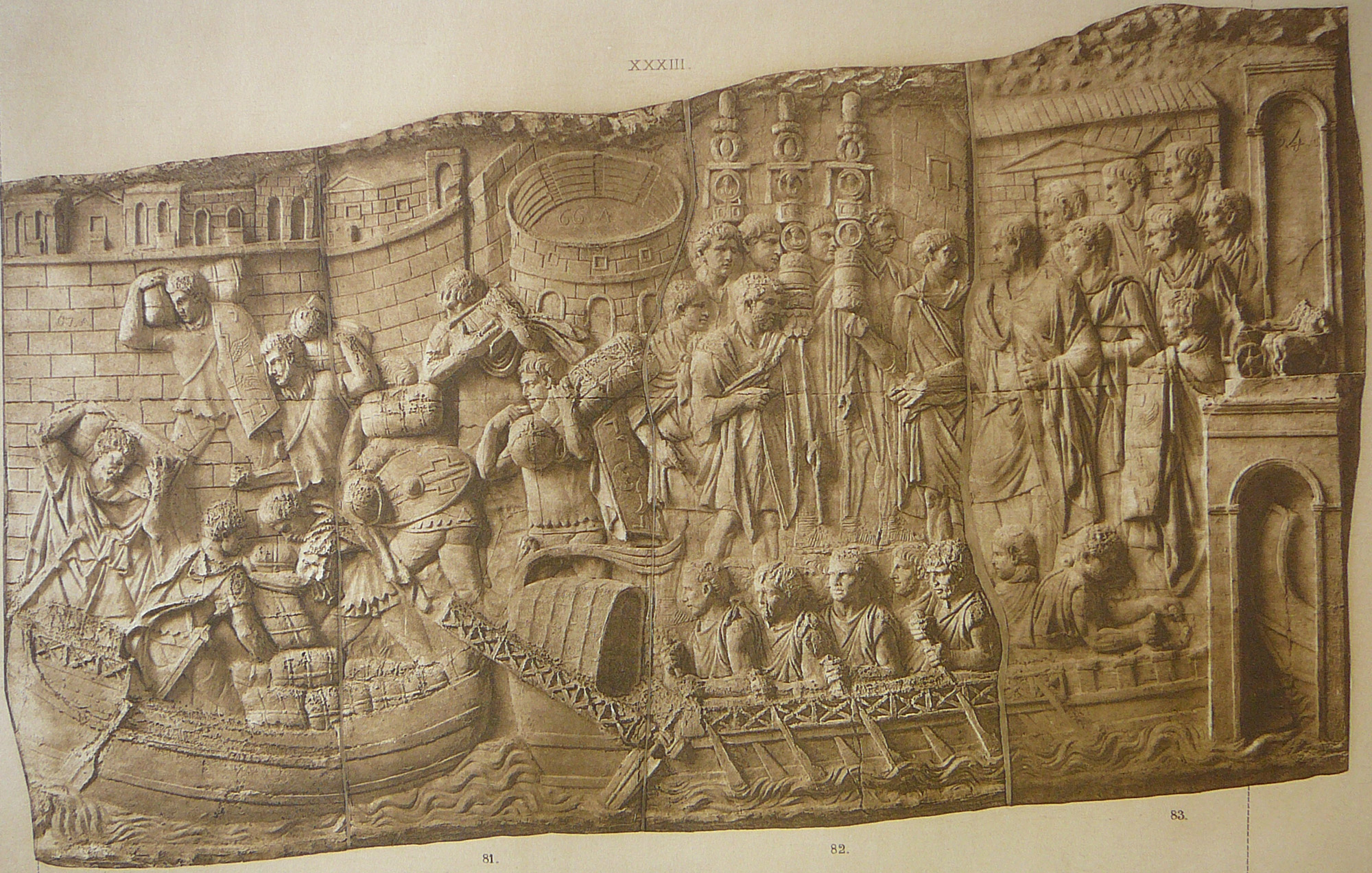
La scena XXV della colonna di Traiano, dove potrebbe essere stato rappresentato il "quartier generale" dell'Imperatore romano: Viminacium.

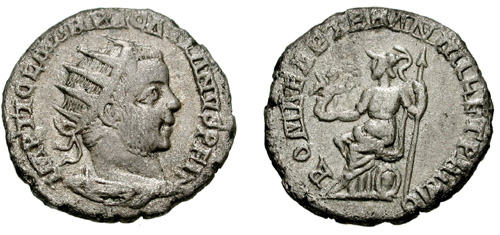
Antoniniano coniato nella zecca di Viminacium sotto Pacaziano per celebrare il 1001 compleanno di Roma.

Fondata nel I secolo sulle rive della Mlava, un affluente del Danubio, durante la seconda parte del principato di Augusto o nella prima parte di quello di Tiberio. Sotto l'imperatore Claudio, in seguito all'annessione della Tracia avvenuta nel 46, il sito militare potrebbe aver cominciato ad ospitare una fortezza legionaria, per cui la legione che prima si trovava a Naissus fu trasferita a Viminacium. La nuova fortezza divenne in seguito sede della Legio VII Claudia, ospitando però per qualche tempo ed in diverse circostanze vexillationes della IIII Flavia Felix.
Fu importante "quartier generale" delle truppe romane qui acquartierate (sembrerebbe sotto il comando di Quinto Sosio Senecione), che condussero la prima campagna militare sotto Traiano (anni 101 e 102) contro le truppe daciche di Decebalo. Non sarebbe pertanto un caso che l'anfiteatro rappresentato sulla colonna di Traiano a Roma, nella scena n.25 (secondo la classificazione del Cichorius) sia proprio quello di Viminacium, dove l'imperatore romano si era ritirato durante l'inverno del 101/102. Viminacium ricevette il rango di municipium sotto Adriano, che la visitò in un paio di occasioni, mentre, all'inizio del II secolo, divenne la capitale della Mesia superiore.
Fu visitata in un paio di occasioni dall'imperatore Settimio Severo e dalla moglie, Giulia Domna (nominata mater castrorum nel 195/196). Qui il figlio Caracalla fu proclamato Cesare attorno al 196 poco prima dello scontro con Clodio Albino. E sempre al periodo severiano potrebbe appartenere il legatus legionis della VII Claudia, Marcus Laelius Maximus.
All'inizio del regno di Gordiano III (239 o 240), la città ricevette lo status di colonia romana (Colonia Viminacium), ricevendo il diritto di battere monete di bronzo: la zecca di Viminacium coniò monete per diversi imperatori da Gordiano III (239) fino a Gallieno: tra queste anche alcune dell'usurpatore Pacaziano, il quale si ribellò a Filippo l'Arabo mentre era governatore della Mesia (248-249). Nella città nel corso del 251 soggiornarono Gaio Vibio Treboniano Gallo, Volusiano, Erennia Cupressenia Etruscilla ed Ostiliano che qui morì di peste. L'aver parteggiato per l'usurpatore Ingenuo degli anni 255-256 portò Gallieno a punire la città, togliendo tutti i precedenti privilegi ricevuti di colonia romana e forse anche alla sua prima distruzione.

### Tardo Impero romano e bizantino

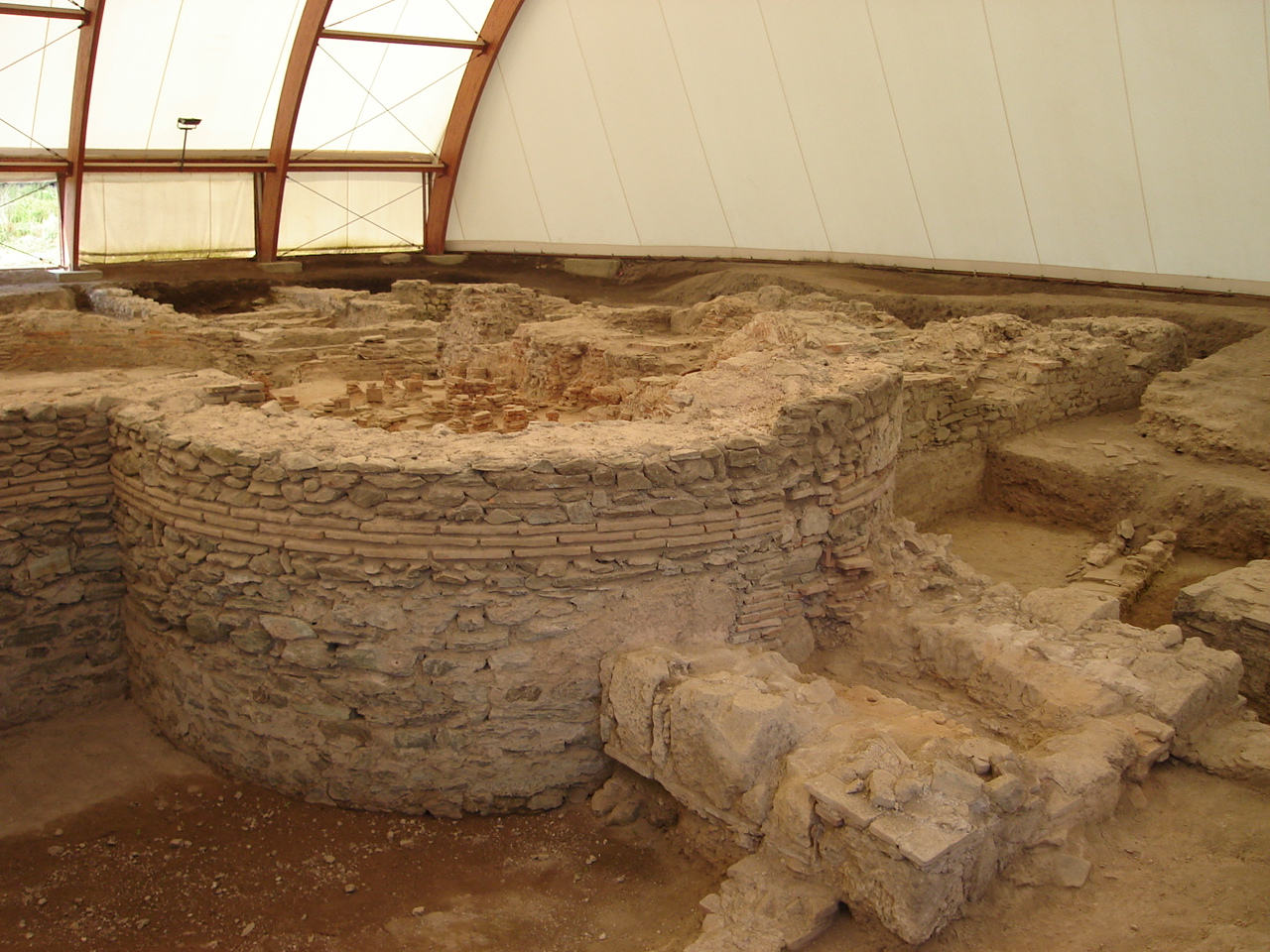
Scavi archeologici delle terme romane di Viminacium.

Nel luglio del 285 fu combattuta nelle sue vicinanze la battaglia del fiume Margus, che vide la vittoria di Diocleziano sull'imperatore Carino e la sua ascesa al trono. Nella zona vi soggiornò Costantino I durante il periodo delle sue campagne sarmatiche e gotiche degli anni 317-323. Alla morte di Costantino I, avvenuta nel 337 i tre figli, Costante I, Costantino II e Costanzo II, convocarono una conferenza nella città per decidere come dividersi l'Impero romano, lasciato loro in eredità dal padre. Viminacium fu distrutta nel 441 dagli Unni. La sua parziale ricostruzione come forte di frontiera avvenne sotto l'imperatore bizantino Giustiniano I. Questa roccaforte fu definitivamente distrutta degli Avari nel 584.

## Archeologia del sito
Nel corso degli ultimi tre decenni del XX secolo sono state condotte sul sito campagne di scavo in modo sempre più accurato e sistematico, che hanno portato alla luce tutta una serie di strutture pubbliche come: un anfiteatro per 12.000 spettatori, un acquedotto, delle terme e sembra anche un circus, oltre alle rovine della fortezza legionaria e delle canabae, dove si insediarono numerosi veterani delle legioni della zona. Sono state indagate, inoltre, oltre 10.000 tombe e recuperati oltre 30.000 oggetti. Non a caso è stata ribattezzata la "Pompei dei Balcani". È stata inoltre identificata la tomba dell'imperatore romano Ostiliano, che qui morì di peste nel 251, e che fu seppellito dal padre Decio. Nel III secolo fu instaurata per pochi decenni una zecca che coniò soprattutto monete di rame, ma anche d'argento, per le armate del limes moesicus.